# Cesare Pavese
Cesare Pavese (Santo Stefano Belbo, 1908. szeptember 9. –‎ Torino, 1950. augusztus 27.) olasz regényíró, költő, novellista, műfordító, irodalomkritikus és esszéista volt. Gyakran emlegetik korának egyik legnagyobb hatású olasz írójaként.

## Fiatalkora és iskolái
Cesare Pavese a Cuneo megyei Santo Stefano Belbóban született. Ez volt az a falu, ahol apja is született, és ahová a család minden évben visszatért a nyári szünidőre. Az általános iskolát Santo Stefano Belbóban kezdte, de tanulmányai további részét torinói iskolákban végezte.
A torinói Liceo Classico Massimo d'Azeglio gimnáziumba járt, ahol hatodik osztályos/érettségi tanulmányait végezte. Legfontosabb tanára ebben az időben Augusto Monti író és pedagógus volt, akinek írói stílusa igyekezett mentes lenni minden retorikától.
Fiatal irodalmárként Pavese különösen az angol nyelvű irodalom iránt érdeklődött, a torinói egyetemen Walt Whitman költészetéből írt szakdolgozattal diplomázott. Egyetemi mentorai között volt Leone Ginzburg, az orosz irodalom szakértője és irodalomkritikus, Natalia Ginzburg írónő férje és a későbbi történész, Carlo Ginzburg apja. Ezekben az években Pavese klasszikus és újabb amerikai és brit szerzőket fordított, amelyek akkoriban újak voltak az olasz közönség számára.
1933-ban lefordította John Dos Passos A 42. szélességi fok és James Joyce Ifjúkori önarckép című művét.

## Letartóztatása és elítélése; az olaszországi háború
Pavese antifasiszta körökben mozgott. 1935-ben letartóztatták és elítélték, mert leveleket kapott egy politikai fogolytól. Néhány hónapos börtönbüntetés után "confino"-ba, belső száműzetésbe küldték Dél-Olaszországba, ami a kisebb politikai bűncselekményekben bűnösökre általánosan alkalmazott büntetés volt. (Carlo Levit és Leone Ginzburgot, akik szintén Torinóból származnak, hasonlóan küldték confino-ba.) A calabriai Brancaleone faluban töltött egy év után Pavese visszatért Torinóba, ahol a baloldali Giulio Einaudi kiadónak dolgozott szerkesztőként és fordítóként. Natalia Ginzburg is ott dolgozott.
Rómában élt, amikor behívták a fasiszta hadseregbe, de asztmája miatt hat hónapot töltött egy katonai kórházban. Amikor visszatért Torinóba, német csapatok szállták meg az utcákat, és a legtöbb barátja elment, hogy partizánként harcoljon. Pavese a Casale Monferrato melletti Serralunga di Crea környéki hegyekbe menekült. Nem vett részt az ott zajló fegyveres harcban. A Torinóban töltött évek alatt a Liceo D'Azeglio egykori tanítványának, Fernanda Pivano fiatal írónak és fordítónak volt a mentora. Pavese adta neki a Spoon River antológia amerikai kiadását, amely Pivano olasz fordításában jelent meg 1943-ban.

## A háború után

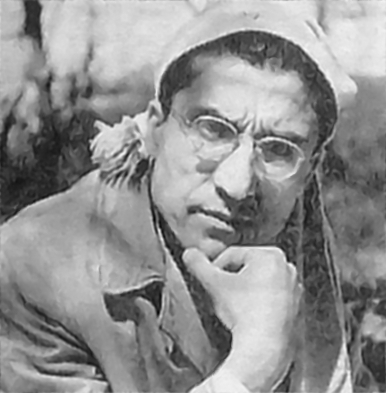
Cesare Pavese portréja

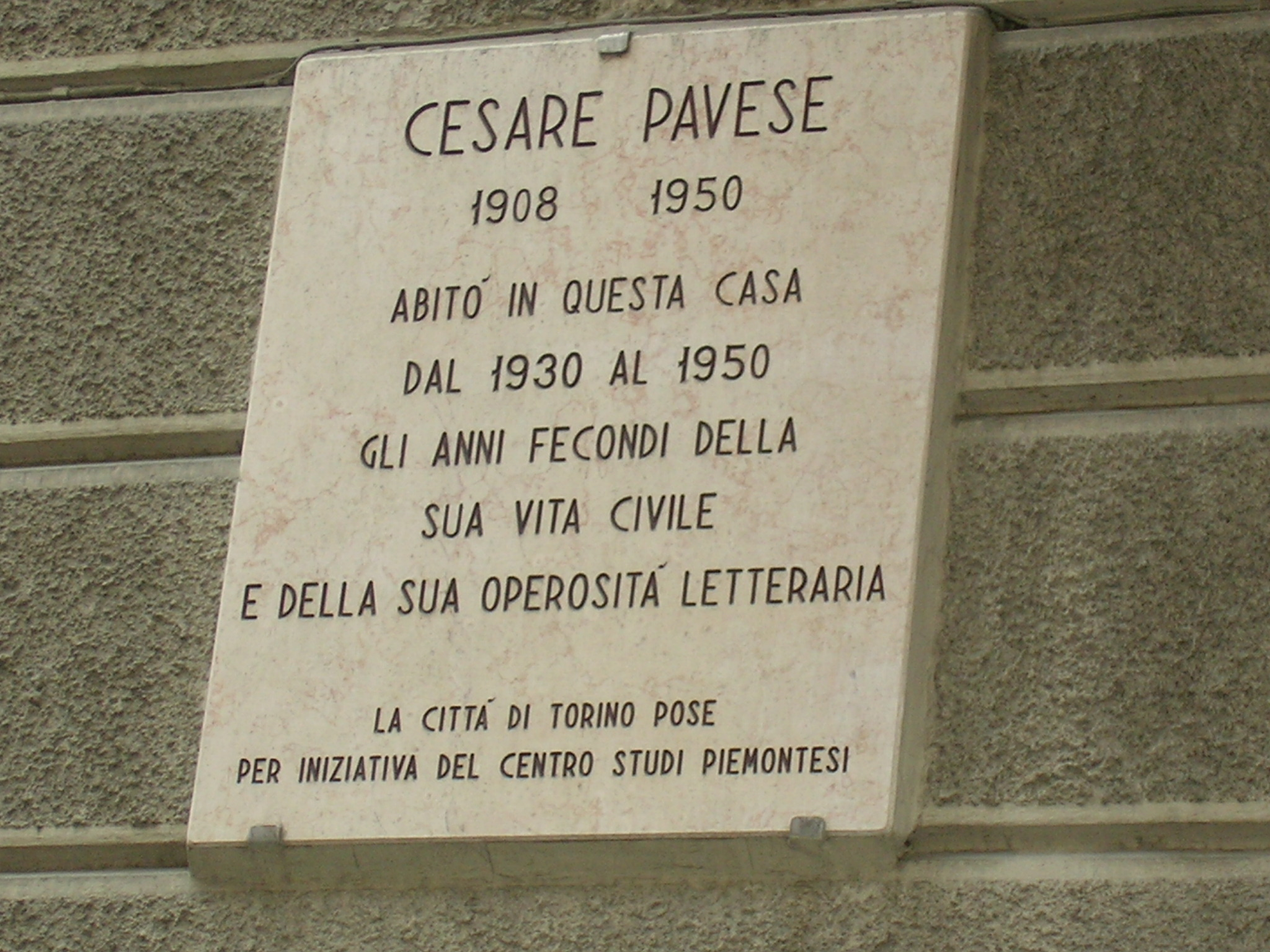
Cesare Pavese házán lévő emléktábla a torinói Via Lamarmora utcában

A második világháború után Pavese belépett az Olasz Kommunista Pártba, és a párt L'Unità című újságjánál dolgozott. Munkáinak nagy része ebben az időszakban jelent meg. Élete vége felé gyakran látogatott el Le Langhébe, szülőhelyére, ahol nagy vigaszra lelt. A depresszió, a Constance Dowling színésznővel - akinek utolsó regényét és egyik utolsó versét ("Eljön a halál, és ő lesz a szemed") ajánlotta - folytatott rövid szerelmi kapcsolatának kudarca, valamint a politikai kiábrándultság 1950-ben barbiturát-túladagolással öngyilkosságot követett el. Ebben az évben nyerte el a Strega-díjat a három novellából álló La Bella Estate című művéért: "La tenda" (1940), "Il diavolo sulle colline" (1948) és "Tra donne sole" (1949).
Leslie Fiedler írta Pavese haláláról, hogy "...az olaszok számára halála olyan jelentőséggel bír, mint számunkra Hart Crane halála, olyan jelentéssel, amely visszanyúlik saját műveibe, és szimbólumként működik egy korszak irodalmában." Egy szállodai szobában elkövetett öngyilkosságának körülményei az utolsó előtti könyv, a Tra Donne Sole (Barátnők) utolsó jelenetét idézik. Utolsó könyve a La luna e i falò volt, amely 1950-ben jelent meg Olaszországban, és amelyet Louise Sinclair 1952-ben fordított le angolra The Moon and the Bonfires címmel.
Ateista volt.

## Témák Pavese műveiben
Műveinek tipikus főszereplője magányos ember, akár önszántából, akár a körülmények miatt. Férfiakkal és nőkkel való kapcsolatai általában ideiglenesek és felszínesek. Lehet, hogy több szolidaritást szeretnének más emberekkel, de végül gyakran elárulják eszményeiket és barátaikat; A börtönben (Il carcere) például egy dél-olaszországi faluban élő politikai száműzött üzenetet kap egy másik, a közelben élő politikai fogolytól, aki találkozót javasol. A főszereplő elutasítja a szolidaritást, és nem hajlandó találkozni vele. A két novellából álló gyűjtemény címe Mielőtt a kakas kukorékol (Prima che il gallo canti), ami utalás Péter Krisztus halála előtti elárulására.
A Langhe, a terület, ahol kisfiúként a nyári vakációit töltötte, nagy hatással volt Pavese-re. Ez a szőlőültetvényekkel borított dombok földje. Ez egy olyan terület, ahol otthon érezte magát, de felismerte a szegény parasztok kemény és brutális életét, akik a földből éltek. Ezen a területen keserves harcok folytak a németek és a partizánok között. A föld Pavese személyes mitológiájának részévé vált.
A Hold és a máglyák című regényben a főhős egy amerikai bárban való sörözésről mesél. Bejön egy férfi, akit a járásmódjáról és a szemléletéről felismer, hogy a Le Langhe völgyeiből származik. Dialektusban szólítja meg, és azt javasolja neki, hogy egy üveg helyi boruk jobb lenne, mint a sör. Néhány Amerikában töltött év után a főhős visszatér szülőfalujába. Egy ott maradt barátjával együtt fedezi fel Le Langhe-t. Megtudja, hogy kortársai közül nagyon sokan szomorú körülmények között haltak meg, néhányan partizánként, akiket a németek lőttek le, egy neves helyi szépséget pedig fasiszta kémként végeztek ki a partizánok.

## Könyvei
- Lavorare stanca, versek 1936; bővített kiadás 1943
- Paesi Tuoi, regény 1941
- La Spiaggia, regény 1941
- Feria d'agosto, 1946
- Il Compagno, regény 1947
- Dialoghi con Leucò, filozófiai párbeszédek klasszikus görög karakterek között, 1947
- Il diavolo sulle colline, regény 1948
- Prima che il gallo canti, két novella: La casa in collina és Il carcere, 1949
- La bella estate, három novella: "La tenda" (1940), "Il diavolo sulle colline" (1948) és "Tra donne sole", 1949
- La luna e i falò, regény 1950
- Verrà la morte e avrà i tuoi occhi, versek, 1951
- Il mestiere di vivere: Diario 1935–1950, 1952
- Saggi Letterari, irodalmi esszék
- Racconti, – két novelláskötet
- Lettere 1926–1950, – két levélkötet

## Magyarul megjelent
- Az ördög kastélya (Il diavolo sulle colline) – Európa, Budapest, 1960 · Fordította: Lőrinczi László · Illusztrálta: Gyulai Líviusz
- A hold és a máglyák (La luna e i falò) – Európa, Budapest, 1971 · Fordította: Lontay László · Illusztrálta: Karátson Gábor
- Cesare Pavese legszebb versei – Albatrosz, Bukarest, 1974 · Fordította: Lőrinczi László · Illusztrálta: Vasile Roman, I
- Szép nyár (La bella estate) – Magyar Helikon, Budapest, 1974 · ISBN 963-207-416-5 · Fordította: Lőrinczi László · Illusztrálta: Kass János
- Szép nyár (La bella estate, Il diavolo sulle colline, La luna e i falò) kisregények – Európa, Budapest, 1977 · ISBN 9630710722 · Fordította: Ecker Ildikó, Lontay László, Lőrinczi László · Illusztrálta: Szemethy Imre
- Barátnők (Tra donne sole) – Magvető, Budapest, 1980 · ISBN 9632711807 · Fordította: Király Erzsébet
- Ház a domboldalon (La casa in collina, Il compagno) – Magvető, Budapest, 1981 · ISBN 9632713664 · Fordította: Pődör László, Szomráki Béla
- A remete (In: És mégis kopogtatnak : modern olasz elbeszélések) – Nagyvilág, Budapest, 1998 · ISBN 963-85680-4-6 · Fordította: Magyarósi Gizella

## Fordítás
- Ez a szócikk részben vagy egészben  a   Cesare Pavese című angol Wikipédia-szócikk fordításán alapul.  Az eredeti cikk szerkesztőit annak laptörténete sorolja fel. Ez a jelzés csupán a megfogalmazás eredetét és a szerzői jogokat jelzi, nem szolgál a cikkben szereplő információk forrásmegjelöléseként.